# 梁省德
梁省德，MBE，BBS，JP（1916年4月1日—2017年12月4日 ），出生於中國廣東省廣州市。丈夫屈柏雨，婚後移居香港。梁省德致力於香港教育工作，斥資興辦多所香港中、小學、幼稚園及幼兒中心。她亦熱心公益，積極參與社會事務，出錢出力，貫徹地為婦孺、長者謀求福利，發揚敬老扶幼的精神。

## 生平
梁省德在家中排行第6，共有25名兄弟姊妹，其中排行第5的胞姊為前馬頭涌官立小學校長梁省常。梁省德早年就讀廣州市師範學校，畢業於廣東國民大學教育系，後負笈英國倫敦大學教育學院研究院。她在1964年獲委任為太平紳士，1965年創辦香港新界婦孺福利會。1960年代，獲委任為香港新界首位女太平紳士，後成為首位新界鄉議局女議員。

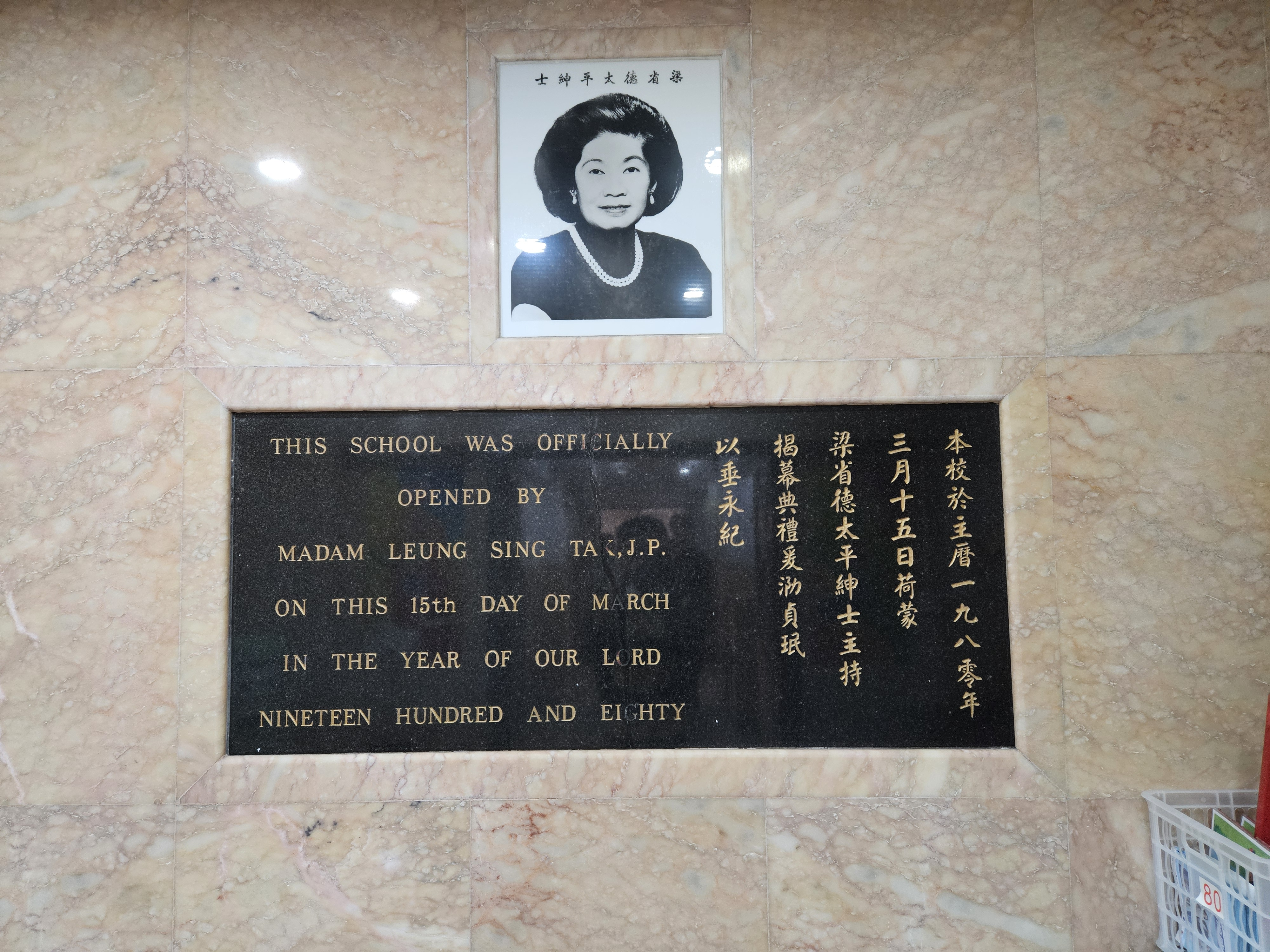
迦密梁省德學校荷蒙梁省德太平紳士主持揭幕典禮

梁省德致力於香港教育工作，捐款興辦多所學校，包括：柏雨中學、迦密柏雨中學、迦密梁省德學校、新界婦孺福利會梁省德學校、博愛醫院歷屆總理聯誼會梁省德學校、博愛醫院歷屆總理聯誼會梁省德中學等。

## 家庭
二次大戰，香港淪陷前夕，也就是1941年12月22日，梁省德的丈夫屈柏雨在鄧肇堅位於跑馬地藍塘道大宅前空地，命喪於日軍的軍刀之上。位於大埔的迦密柏雨中學，就是紀念他。
長子屈志仁是美國紐約大都會博物館亞洲藝術部主任，退休後仍擔任博物館顧問﹔次女屈志淑教授是香港大學醫學院病理學系首位女主管，現為退休教授，退休後亦協助成立及致力發展推廣香港醫學博物館。

## 榮譽
- 銅紫荊星章 （2002年）

## 外部連結
- 新界婦孺福利會 （页面存档备份，存于）
- 新界婦孺福利會社會服務部 （页面存档备份，存于）
- 迦密柏雨中學 （页面存档备份，存于）
- 迦密梁省德學校 （页面存档备份，存于）
- 新界婦孺福利會梁省德學校 （页面存档备份，存于）
- 博愛醫院歷屆總理聯誼會梁省德學校 （页面存档备份，存于）
- 博愛醫院歷屆總理聯誼會梁省德中學 Archive.today的存檔，存档日期2012-12-19
- 香港女童軍總會 （页面存档备份，存于）